# フルハウスTAKE2
『フルハウスTAKE2』（フルハウス テイクトゥー、原題：풀하우스 TAKE2）は、2012年10月22日から12月13日まで毎週月曜日から木曜日に韓国SBSの有料チャンネルSBS Plusにて全16話が全32回で放送されたテレビドラマ。2004年に放送されてヒットした連続ドラマ『フルハウス』の第2作で、前作とは設定を変えている。韓国・日本・中国の共同製作で、キム・ジョンハク・プロダクションが制作した。主演はファン・ジョンウムとノ・ミヌ。

## 登場人物
チャン・マノク〈24歳〉
演 - ファン・ジョンウム
TAKE ONEのスタイリストになる。
イ・テイク〈26歳〉
演 - ノ・ミヌ
Uエンターテインメント所属の2人組アイドルTAKE ONEの一人。
ウォン・ガンフィ〈26歳〉
演 - パク・ギウン
TAKE ONEの一人。
ジン・セリョン〈26歳〉
演 - ユ・ソラ
「ワールドスター」。
イ・ジュン (LJ)
演 - イ・フン
Uエンターテインメントの社長。
ペ・ゴドン
演 - イ・スンヒョ
TAKE ONEのマネージャー。